# Ochrona ex situ
Ochrona ex situ (łac. ex situ – poza miejscem) – ochrona gatunku chronionego realizowana przez przeniesienie go do ekosystemu zastępczego, gdzie może on dalej żyć samodzielnie w warunkach naturalnych, lub do środowiska sztucznie stworzonego, w którym musi być otoczony stałą opieką człowieka. Przenoszone mogą być całe osobniki roślin albo ich nasiona, bulwy i kłącza. Ochronę ex situ mogą podejmować jedynie instytucje naukowe i urzędy konserwatorskie. W ten typ ochrony zaangażowane są głównie ogrody zoologiczne i ogrody botaniczne, gdzie prowadzone są badania zagrożonych gatunków, ich rozmnażanie i wymiana.